# Rocca di Cavour
Der Rocca di Cavour ist ein Inselberg im Piemont im Nordwesten Italiens. Der markante Berg gehört zur Gemeinde Cavour südlich von Turin, im Vorland der Cottischen Alpen und nicht weit von der Quelle des Po.

## Geographie
Der Rocca di Cavour ist 462 m s.l.m. hoch und überragt das flache Umland um 162 m. Er liegt etwa 40 km südwestlich von Turin am westlichen Rand der Po-Ebene und besteht aus zwei Gipfeln, dem Pilone und dem Torrione.

## Geschichte
Der Berg wurde bereits in vorchristlicher Zeit als Kultstätte genutzt und von den Römern erstmals befestigt. Bei archäologischen Erhebungen wurden auf der Rocca di Cavour in den 1980er Jahren Felszeichnungen aus der Jungsteinzeit entdeckt.  Im Frühmittelalter wurden gleich zwei Burgen errichtet, eine im Gipfelbereich, die von einer kleinen Siedlung umgeben war, und eine etwa auf halber Höhe an der nördlichen Seite. Beide Anlagen waren im Mittelalter zwischen den Savoyern, den Erzbischöfen von Turin und anderen Feudalherren umstritten. Insbesondere um die Kontrolle der auf dem Gipfel liegenden Burg Rocca, von der aus die Verkehrswege zwischen Pinerolo und Saluzzo kontrolliert wurden, entbrannten immer wieder Konflikte. Im Zuge des Pfälzischen Erbfolgekrieges wurde die Rocca 1690 von französischen Truppen unter General Nicolas de Catinat zerstört. Bei der Einnahme der Burg wurden auch etwa 600 Bewohner aus der Umgebung, die sich dorthin zurückgezogen hatten, darunter Frauen und Kinder, getötet. Eine 1931 neben den Ruinen der Burg errichtete Gedenkstätte erinnert an das Geschehen.
Der Berg wurde 1980 zum Naturschutzgebiet Parco Naturale della Rocca di Cavour erklärt. Seit 2003 gehört das Naturschutzgebiet dem NATURA 2000 Netzwerk an.